# ذاكرة متطايرة
الذاكرة المتلاشية أو المتطايرة أو غير المستدامة (بالإنجليزية:  Volatile memory)‏، على عكس الذاكرة مستدامة، هي ذاكرة الكمبيوتر التي تتطلب الطاقة للحفاظ على المعلومات المخزنة؛ يحتفظ بمحتوياته أثناء التشغيل ولكن عند انقطاع الطاقة، تفقد البيانات المخزنة بسرعة.
للذاكرة المتطايرة عدة استخدامات منها التخزين الأساسي. بالإضافة إلى كونه عادةً أسرع من أشكال التخزين الضخم مثل محرك الأقراص الثابتة، يمكن للتبخر أن يحمي المعلومات الحساسة، حيث تصبح غير متاحة عند إيقاف التشغيل. معظم ذاكرة الوصول العشوائي للأغراض العامة (RAM) متبخرة.

## أنواع
هناك نوعان من ذاكرة الوصول العشوائي المتقلبة: ديناميكية، وثابتة. على الرغم من أن كلا النوعين يحتاجان إلى تيار كهربائي مستمر للاحتفاظ بالبيانات، إلا أن هناك بعض الاختلافات المهمة بينهما.
تحظى ذاكرة الوصول العشوائي الديناميكية (DRAM) بشعبية كبيرة نظرًا لفعاليتها من حيث التكلفة. يخزن DRAM كل بت من المعلومات في مكثف مختلف داخل الدارة المتكاملة. تحتاج رقائق DRAM إلى مكثف واحد وترانزستور واحد فقط لتخزين كل بت(bit) من المعلومات. هذا يجعلها ذات مساحة فعالة وغير مكلفة.
الميزة الرئيسية لذاكرة الوصول العشوائي الثابتة (SRAM) هي أنها أسرع بكثير من ذاكرة الوصول العشوائي الديناميكية. عيبه هو سعره المرتفع. لا تحتاج SRAM إلى تحديثات كهربائية مستمرة، ولكنها لا تزال تتطلب تيارًا ثابتًا للحفاظ على فرق الجهد. تحتاج كل بت(bit) في شريحة ذاكرة ثابتة إلى خلية من ستة ترانزستورات، في حين تتطلب ذاكرة الوصول العشوائي الديناميكية مكثفًا واحدًا وترانزستورًا واحدًا. ونتيجة لذلك، لا تستطيع ذاكرة التخزين العشوائي (SRAM) تحقيق إمكانات التخزين لعائلة DRAM. يستخدم SRAM بشكل شائع كذاكرة تخزين مؤقت لوحدة المعالجة المركزية ولسجلات المعالج وفي أجهزة الشبكات.